# Kruševica (Vlasotince)
Kruševica (Vlasotince) (em cirílico: Крушевица) é uma vila da Sérvia localizada no município de Vlasotince, pertencente ao distrito de Jablanica, na região de Vlasina. A sua população era de 337 habitantes segundo o censo de 2011.

## Demografia
| 1948  | 1953  | 1961  | 1971  | 1981  | 1991 | 2002 | 2011 |
| ----- | ----- | ----- | ----- | ----- | ---- | ---- | ---- |
| 1 470 | 1 555 | 1 510 | 1 328 | 1 062 | 778  | 567  | 337  |